# Sydösterbotten (ekonomisk region)
Sydösterbotten (finska: Suupohjan rannikkoseutu) är en av de ekonomiska regionerna i landskapet Österbotten i Finland. Regionen utgörs av den södra delen av Svenska Österbotten.
Folkmängden i regionen uppgick den 2014-10-21 till 17 563 invånare, och regionens totala areal utgörs av 4 188 km², varav landyta 1 670 km². I Finlands NUTS-indelning representerar regionen nivån LAU 1 (f.d. NUTS 4), och dess nationella kod är 153. Flertalet av invånarna i regionen är svensktalande.

## Kommuner
Ekonomiska regionen Sydösterbotten består av följande tre kommuner:
- Kaskö stad
- Kristinestad stad
- Närpes stad